# 东北黑兔
东北黑兔（学名：Lepus melainus）为兔科兔属的哺乳动物，是中国的特有物种。分布于黑龙江等地，一般生活于温带针阔混交林。该物种的模式产地在黑龙江小兴安岭沾河。
这个物种有时被定为东北兔的别名。